# إبراهيم كوني
إبراهيم كوني (بالفرنسية: Ibrahim Koné) (مواليد 5 ديسمبر 1989 في أبيجان - ساحل العاج) لاعب كرة قدم عاجي يلعب حاليا لصالح نادي الدرجة الأولى بولوني الفرنسي منذ 2008 في مركز حارس مرمى .

## روابط خارجية
- إبراهيم كوني على موقع الاتحاد الدولي (مؤرشف)  (الإنجليزية)
- إبراهيم كوني على موقع قاعدة بيانات كرة القدم.إي يو (الإنجليزية)
- إبراهيم كوني على موقع ليكيب (الفرنسية)
- إبراهيم كوني على موقع ناشيونال فوتبول تيمز (الإنجليزية)
- إبراهيم كوني على موقع Soccerway.com (الإنجليزية)